# Abborrtjärnen (Arvidsjaurs socken, Lappland, 729834-165988)
Abborrtjärnen är en sjö i Arvidsjaurs kommun i Lappland och ingår i Åbyälvens huvudavrinningsområde. Abborrtjärnen ligger i Åbyälven Natura 2000-område.